# Corymbia polycarpa
Corymbia polycarpa är en myrtenväxtart som först beskrevs av Ferdinand von Mueller, och fick sitt nu gällande namn av Kenneth D. Hill och Lawrence Alexander Sidney Johnson. Corymbia polycarpa ingår i släktet Corymbia och familjen myrtenväxter. Inga underarter finns listade i Catalogue of Life.